# قلعه گذرخانی
قلعه گذرخانی مربوط به دوره هخامنشی است و در شهرستان فیروز کوه، بخش ارجمند، روستای گذرخانی واقع شده و این اثر در تاریخ ۷ مهر ۱۳۸۱ با شمارهٔ ثبت ۶۳۳۹ به‌عنوان یکی از آثار ملی ایران به ثبت رسیده است.